# Morgana Kretzmann

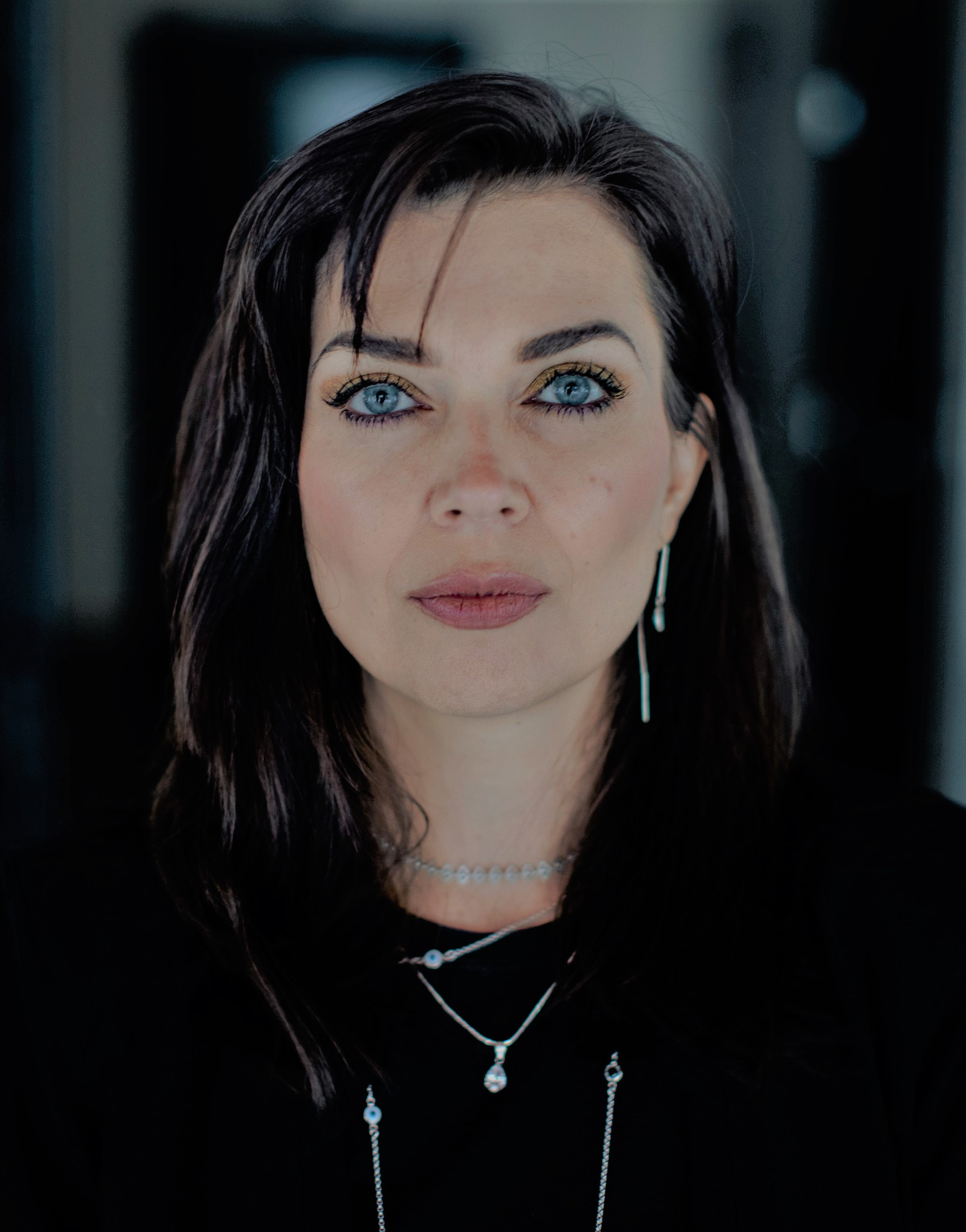
Morgana Kretzmann para o Prêmio São Paulo de Literatura. Foto: Renato Parada.

Morgana Kretzmann (Rio Grande do Sul) é uma escritora e roteirista brasileira. Nascida na cidade de Tenente Portela, interior do Rio Grande do Sul, vive em São Paulo.

## Carreira
Ao pó, seu primeiro livro, ganhou o Prêmio São Paulo de Literatura na categoria "Melhor romance de estreia" do ano de 2021. Nesta edição, o prêmio teve recorde de inscrições, com 281 obras. Kretzmann e Edimilson de Almeida Pereira, contemplado na categoria "Melhor romance do ano", venceram a 14ª edição e receberam o prêmio em dinheiro pago pelo Estado de São Paulo. 
Em seguida assinou com a Companhia das Letras para a publicação de dois romances. O primeiro deles, Água turva, foi lançado em 2024, enquanto Safra de fogo e sangue ainda não tem data de publicação. 
Como roteirista, trabalhou na série Tarã para a plataforma de streaming Disney+. Atriz, chegou a atuar em diversos filmes, séries e peças de teatro, entre eles o curta-metragem, premiado nacional e internacionalmente, "A pedra", com direção de Iuli Gerbase, que abriu o Festival de Cinema de Gramado de 2018 junto com longa-metragem Bacurau.  Também criou e editou a revista literária Revistaria, publicada entre os anos de 2020 e 2021. 

## Vida pessoal
É casada com o também escritor Paulo Scott. 